# اسپاگتی آلا نرانو

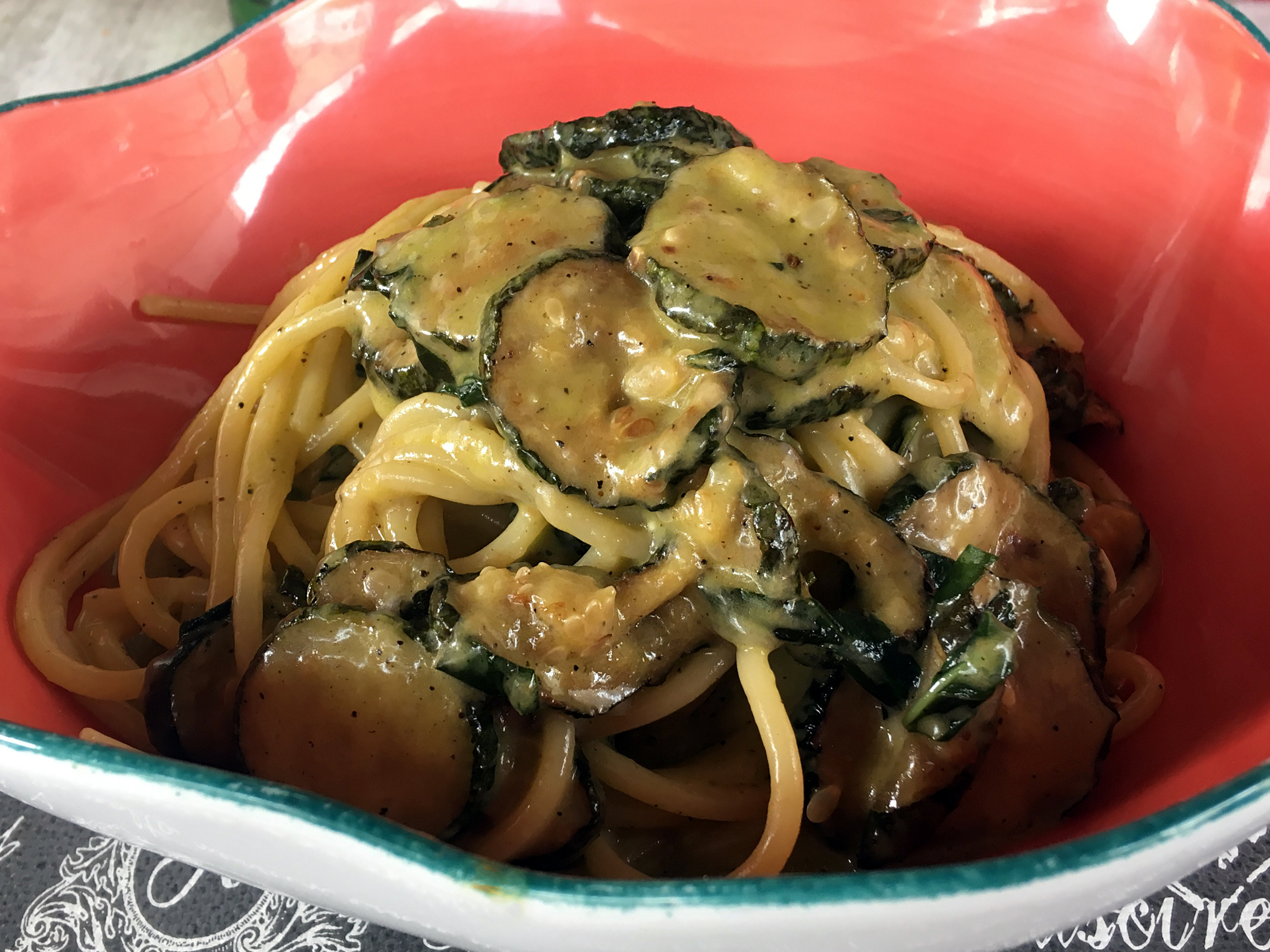

اسپاگتی آلا نرانو یک غذای پاستا ایتالیایی است که در دهکده ایتالیایی نرانو در شبه جزیره سورنتو اختراع شد. مواد اصلی آن پاستا، کدو سبز سرخ شده و پنیر پروولون دل موناکو (یا پنیر کاچیوکاوالو) است.
روایتهای مختلفی در مورد خاستگاه این غذا بیان می‌شود که اصلی‌ترین آنها به صاحب رستورانی به نام ماریا گرازیا در اواسط دهه ۱۹۵۰ اشاره می‌کند. این رستوران هنوز هم تا به امروز وجود دارد.